# Universidade Maputo
La Universitat Maputo (UniMaputo o UM) és una institució pública d'educació superior mantinguda pel govern de Moçambic. Com a universitat, va ser la primera i l'única pública dedicada completament a l'educació del professorat al país. Segons el decret fundacional de la institució, el seu nom és Universitat Maputo, però es coneix comunament com a Universitat Pedagògica Maputo.
UniMaputo té la seu i el campus principal a Maputo i, fins al 2019, va tenir delegacions a totes les províncies del país, quan es va veure afectada per una extensa reforma administrativa que limitava la seva competència a la capital nacional.

## Història
La Universitat Maputo (UniMaputo) va ser fundada el 1985 com a Instituto Superior Pedagógico (ISP), per ordre ministerial N. 73/85 de 4 de desembre, com a institució dedicada a la formació de professors per a tots els nivells del Sistema Nacional d'Educació (SNE) i les juntes d'educació. Des de la seva creació, la institució va treballar en les instal·lacions de l'Escola Preparatòria General Joaquim José Machado a Maputo.
El 1989 entra en funcionament la Delegació de Beira, ocupant les instal·lacions de l'Escola ComercialPatrice Lumumba. L'ISP es converteix llavors en la primera institució en tenir un campus fora de la capital del país.
El 1995, deu anys després de l'obertura de la institució, l'ISP passa a la categoria d'Universitat, amb el nom d'Universitat Pedagògica (UP), amb l'aprovació dels estatuts, emparats pel Decret Presidencial 13/95 de 25 d'abril.
El 2019, després d'una profunda reforma administrativa, la universitat es va reduir a la ciutat de Maputo i les seves delegacions fora de la capital nacional es van convertir en Universitat Save (antiga Universitat Pedagògica Sagrada Familia), Universitat Púnguè, Universitat Licungo i Universitat Rovuma. La mateixa reforma va canviar el nom històric d'UP, rebatejat com a Universitat Maputo (UniMaputo).

## Estructura
L'estructura organitzativa de la UniMaputo es compon de facultats i escoles superiors, que són:
- Facultat de Llengua, Comunicació i Art
- Facultat de Ciències Socials
- Facultat de Ciències de l'Educació i Psicologia
- Facultat d'Educació Física i l'Esport
- Facultat de Ciències Naturals i Matemàtiques
- Facultat de Ciències de la Salut
- Escola Tècnica Superior
- Comptabilitat Superior i l'Escola d'Administració